# بوژیان
بوژیان (به لاتین: Bozhan) یک منطقهٔ مسکونی در بلغارستان است که در شهرستان ترول واقع شده‌است.